# Complexo vulcânico de Akan

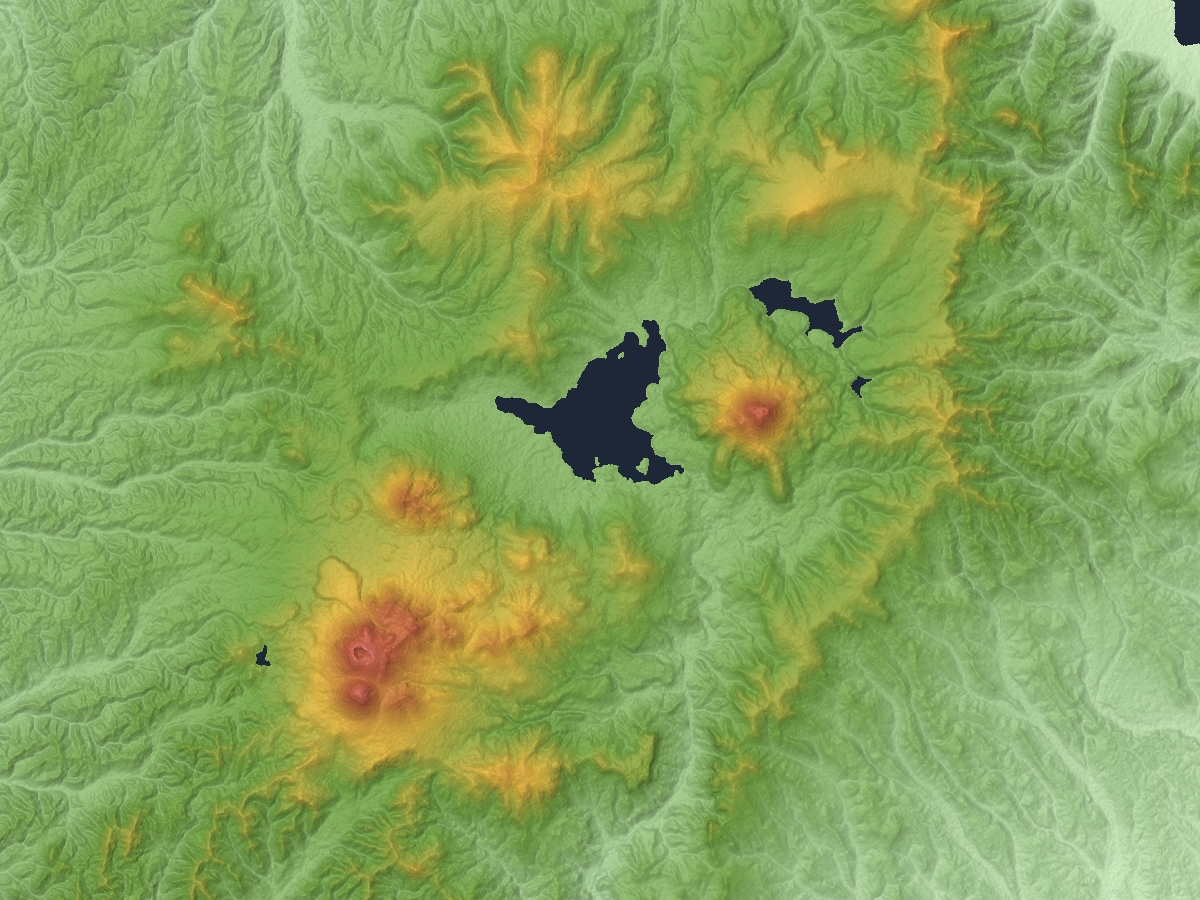
Caldeira de Akan: Me-Akan (canto inferior esquerdo) e
O-Akan (centro-direita)

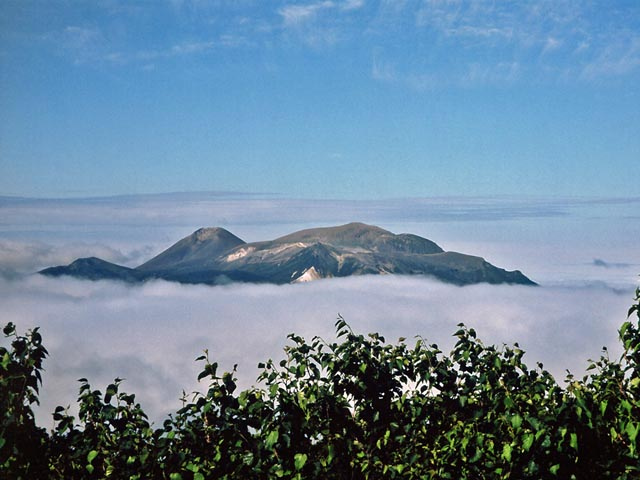
Monte Me-akan e Akan-fuji vistos do Monte Oakan

O complexo vulcânico de Akan é um grupo vulcânico composto pelos vulcões que nasceram a partir da caldeira de Akan. Ele está localizado dentro do Parque Nacional Akan, a cerca de 50 quilômetros a noroeste de Kushiro, no leste da ilha de Hokkaido, Japão.

## Descrição
Uma série de picos ficam ao redor da borda do Lago Akan (também conhecido como Akan-ko, em japonês), que preenche uma caldeira de 24 por 13 quilômetros, os mais altos desses sendo Me-akan, O-akan e Akan-fuji.
O-akan é localizado no lado nordeste da caldeira, enquanto Me-akan ocupa o lado sudoeste, oposto, em uma aglomeração de nove estratovulcões que incluem o vulcão Fuppushi (também chamado de Fuppushi-dake) o Akan-Fuji, um dos muitos vulcões simétricos japoneses que foram nomeados em homenagem ao famoso Monte Fuji.  

## Vulcanologia
A caldeira de Akan foi formada 31,500 anos atrás. A sua forma alongada é devido à sua formação incremental formação durante grandes erupções explosivas, do início à metade do período Pleistoceno. A cratera de Nakamachineshiri, do vulcão de Me-akan, que tem um quilômetro de diâmetro, surgiu após uma erupção aproximadamente 13,500 anos atrás. O grupo de nove cones sobrepostos de Me-Akan, localizado no lado oriental do Lago de Akan, teve erupções leves desde o início do século 19. A última erupção deste histórico vulcão foi em 2008.
Oakan, Meakan, Furebetsu e Fuppushi são os principais vulcões do complexo vulcânico de Akan. Me-Akan é um dos vulcões mais ativos de Hokkaido. Seu cume contém as crateras ativas de Ponmachineshiri e Naka-Machineshiri, lugares com frequentes erupções freáticas. Akan-Fuji e O-Akan não tiveram erupções registradas.
Akan é classificado com índice de explosividade vulcânica de 4 na escala Smithsonian VEI escala, a quarta-maior pontuação, baseada na maior erupção registrada do vulcão, por volta de 7050 a.C. Os pontos mais altos do complexo são os estratovulcões Me-akan (1499 metros) e Akan-fuji (1460 metros) e o cone Kita-yama (1400m). Também existe um cone piroclástico presente no complexo, chamado de Futatsu-dake.